# Amola
Amola, även San Isidro Amola, är en ort i kommunen Ocuilan i delstaten Mexiko i Mexiko. Samhället hade 258 invånare vid folkräkningen år 2020.